# Frana di Montaguto

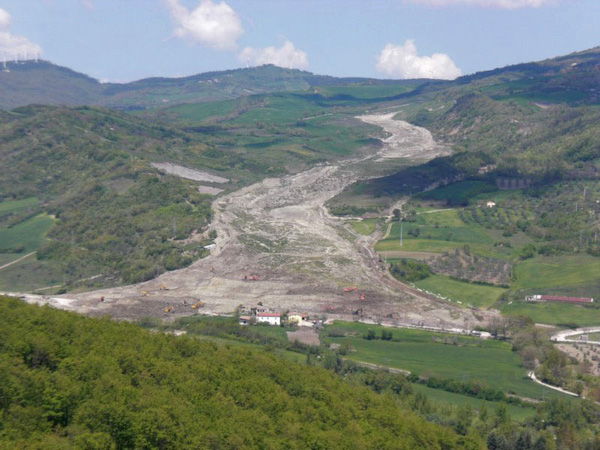
La frana di Montaguto osservata dalla strada comunale Ciccotonno di Savignano Irpino

La frana di Montaguto è stata una frana di colamento avvenuta fra il 2006 e il 2011 nel settore nord dell'Irpinia, in territorio comunale di Montaguto.

## Storia

### I precedenti
Una situazione di rischio idro-geologico per la valle del Cervaro (nel tratto in cui attraversa i monti della Daunia) è comunque attestato fin dal 1763; infatti in quell'anno le autorità borboniche dovettero inviare sul posto una squadra di ingegneri per riuscire a risolvere le difficili condizioni di transitabilità lungo la strada regia delle Puglie che, all'epoca, costituiva l'unica via di collegamento tra Napoli, capitale del Regno, e la Puglia.

### La grande frana
Dopo alcuni secoli di relativa stasi, a partire dagli inizi del 2006 si verificò in quello stesso punto un nuovo smottamento di dimensioni enormemente più vaste (oltre 3 km di lunghezza, oltre 670.000 m² di superficie e circa 10 milioni di m³ di volume).
La gigantesca colata di fango scivolò da località Pannizza fino a raggiungere e superare la strada statale 90 delle Puglie, rimasta pertanto chiusa al transito per oltre un anno e poi nuovamente riaperta grazie all'attuazione di un piano di lavoro volto a tamponare gli effetti della frana.
Tuttavia a marzo del 2010, a causa di una nuova fase di piogge incessanti, la frana si riacutizzò vanificando così tutti gli interventi posti in atto fino a quel momento e portando alla chiusura, oltre che della strada statale delle Puglie, anche della sottostante ferrovia Roma-Bari che corre parallela al fiume Cervaro.

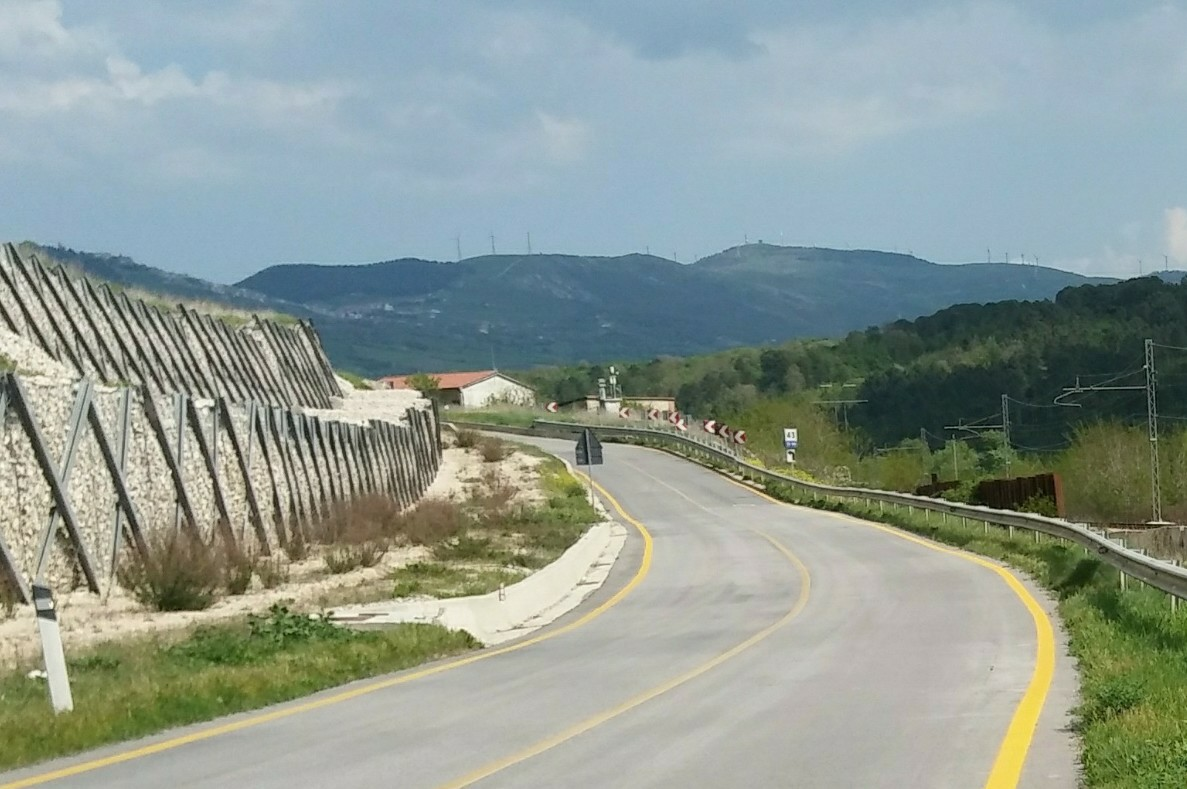
Il nuovo tracciato stradale adiacente alla ferrovia e protetto da possenti opere di contenimento

Il 25 maggio, dopo 75 giorni di totale chiusura, la ferrovia poté finalmente riaprire al transito mentre la vecchia strada statale venne definitivamente abbandonata e by-passata da una bretella, appositamente costruita, della lunghezza di 480 metri e larga quasi 8 metri. Al fine di evitare rischi futuri si ritenne opportuno deviare il corso del rio Nocella allo scopo di allontanare le acque dall'area di frana. Tali lavori si conclusero nell'estate del 2011 mentre l'anno successivo l'emergenza fu dichiarata chiusa.